# Itame sparsaria
Itame sparsaria is een vlinder uit de familie spanners (Geometridae). De wetenschappelijke naam is voor het eerst geldig gepubliceerd in 1809 door Hübner.
De soort komt voor in Europa.